# Spiegelfeld (Adelsgeschlecht)

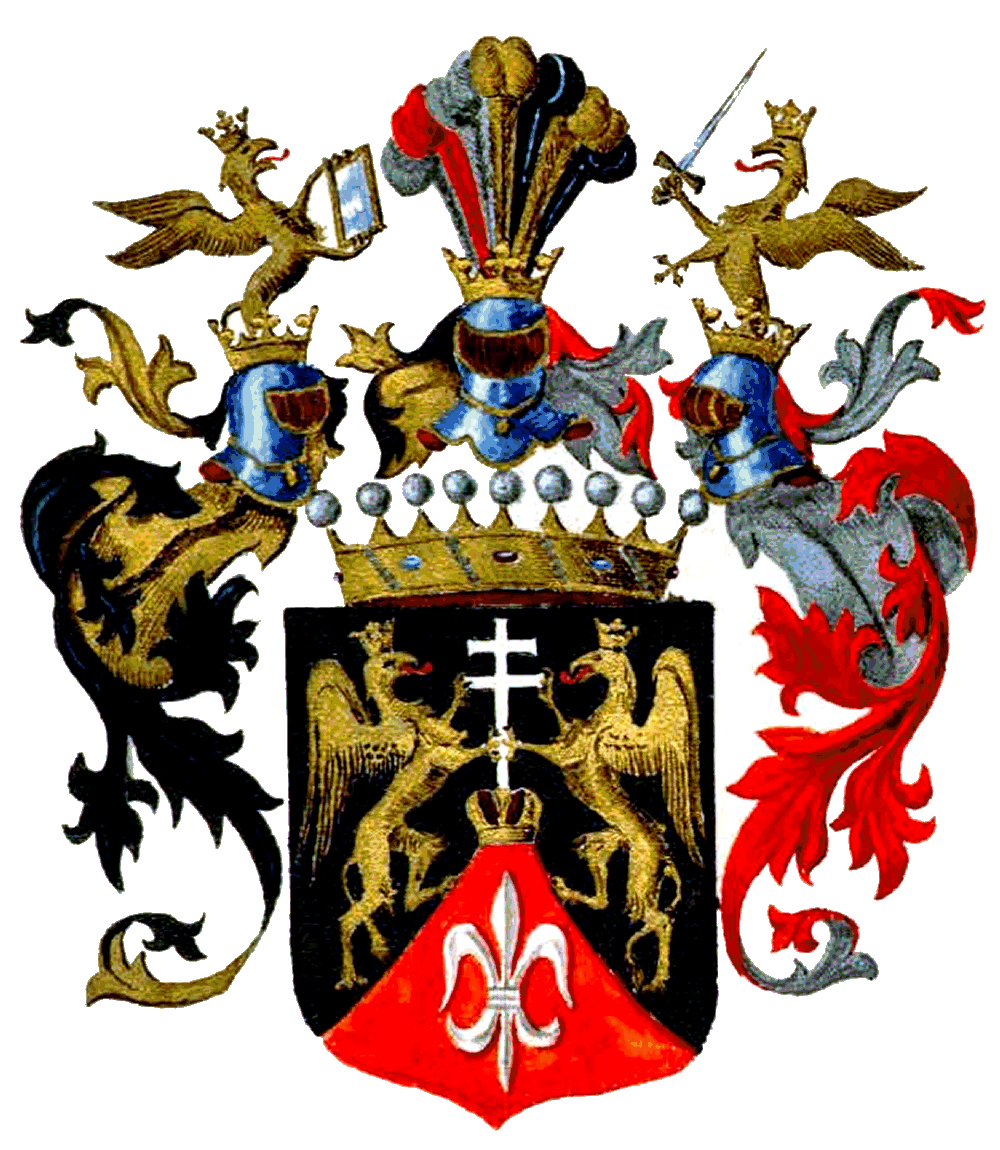
Wappen der Grafen Matz von Spiegelfeld (1917/18) mit Grafenkrone

Die Spiegelfeld (ursprünglich Matz von Spiegelfeld) waren alte Kärntner Gewerke und Beamte der innerösterreichischen Kammer. 1620 wurde ein Zweig der Matz geadelt, 1689 erhielten sie das Prädikat von Spiegelfeld. 1765 wurden sie in den Freiherr- und 1917/1918 schließlich in den Grafenstand erhoben. Die Familie besteht bis heute. Stammsitz war das Schloss Spiegelfeld in Sankt Lorenzen im Mürztal in der Steiermark.

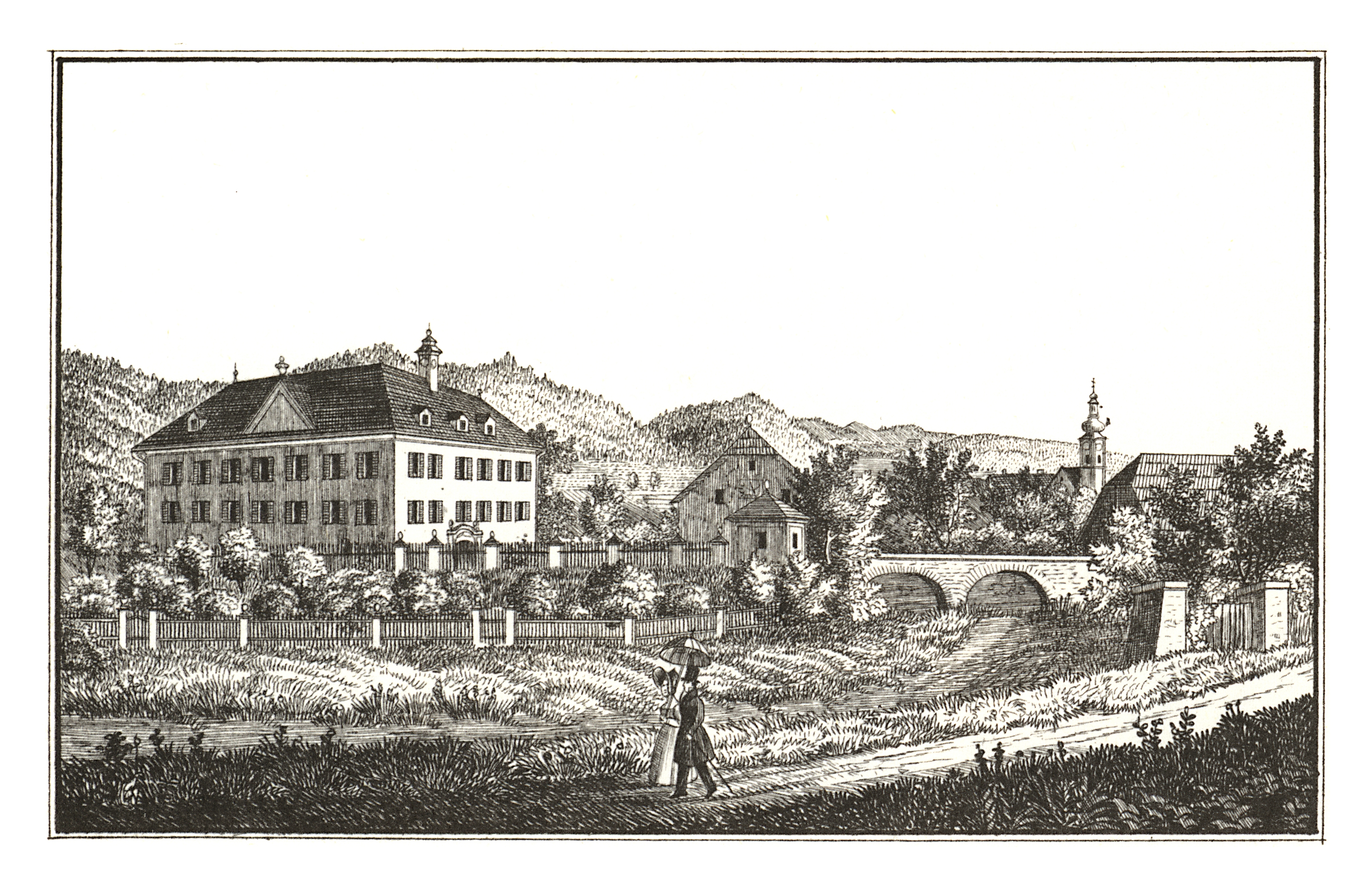
Schloss Spiegelfeld, St. Lorenzen

## Geschichte
Die Matz (Mätz) waren Gewerke, die um 1460 im Raum Ossiacher und Millstätter See tätig waren. Die direkten Vorfahren der Familie stammen aus Malborghetto im Kanaltal. Die Brüder Johann Mätz, Hofdiener des Erzherzog Karl II. von Steiermark, und Christoph Mätz, in österreichischen Militärdiensten, erhielten von Erzherzog Karl am 29. November 1583 einen Wappenbrief. Johann Mätz, Sohn des Christoph, war Bürgermeister zu St. Veit in Kärnten und Salzamts-Verweser zu Aussee. Durch seine Gemahlin Magdalena von Saubach kam er in den Besitz von Spiegelfeld. Am 10. Mai 1620 und 30. September 1626 wurden Johann und der kaiserliche Hof-Pfennigmeister Nikolaus Mätz in den österreichischen Adel- und am 2. November 1629 den Ritterstand erhoben.
Johann Jacob Mätz von Spiegelfeld, Sohn des Nikolaus, war Schlosshauptmann in Laxenburg und erhielt am 26. Jänner 1689 das Indigenat von Ungarn. Er war mit Anna Barbara von Bretel vermählt und wurde am 2. Dezember 1719 Landmann in Steiermark. Franz Xaver, innerösterreichischer Hofkammerrat und Salzobmann zu Aussee in der Steiermark, wurde am 1. Juli 1765 in den Freiherrenstand erhoben. Aus der Ehe mit Franziska von Zehrern hatte er die Söhne Johann Nepomuk und Franz Cajetan, Johann ist der Stifter der älteren, Franz jener der jüngeren Linie. Mitglieder des Geschlechtes dienten als Beamte und Offiziere in der k.k. Monarchie, heute sind einige Unternehmer und Politiker.

## Persönlichkeiten
- Franz von Spiegelfeld (1802–1885), österreichischer Beamter und Politiker
  - Markus von Spiegelfeld (1858–1943), österreichischer Beamter
- Matz von Spiegelfeld (1845–1923),[8][9] k. u. k. Kammerherr und Generalfeldmarschall-Leutnant
- Georg Spiegelfeld-Schneeburg (* 1957), österreichischer Unternehmer und Politiker
- Johann-Philipp Spiegelfeld (* 1980), österreichischer Fernsehmoderator, Historiker und Pilot

## Wappen
Wappen von 1689

In Schwarz gegen ein aus spitzem rotem Dreiberg, welcher mit einer weißen Lilie belegt erscheint, ragt ein weißes Patriarchenkreuz, beidseitig je ein anspringender gekrönter goldener Greif. Zwei Helme: der eine mit vier Straußenfedern (weiß, rot, gold, schwarz), die Helmdecken sind rot-gold; der zweite Helm zeigt den linksstehenden Greif des Schildes, das Patriarchenkreuz mit den Vorderpranken haltend, die Decken sind rot-schwarz.
Freiherrenwappen 1765

Ein schwarzer Schild mit einer von unten bis in des Feldes Mitte aufsteigenden, dann aber quer abgeschnittenen und mit einer roten Lilie belegte weiße Spitze. Auf dieser ruht die kaiserliche Hauskrone, auf der sich ein silbernes spanisches oder Patriarchen-Kreuz gerade emporhebt; beide werden von zwei goldenen, gekrönten, an der Spitze emporsteigenden Greifen gehalten.
Auf dem Schilde ruht die Freiherrnkrone, auf welcher drei gekrönte Turnierhelme sich erheben. Der mittlere Helm trägt einen Busch von sieben Federn, deren 1. und 3. weiß, 2. rot, 4. und 6. gelb, 5. und 7. schwarz ist; aus der Krone des rechten Helmes wächst der goldene Greif, mit beiden Vorderpranken einen vierseitigen, goldgefaßten Spiegel haltend; der linke trägt einen gleichen Greif, der das Patriarchen-Kreuz emporhält. Die Helmdecken sind durchgehend schwarz, rechts mit Gold, links mit Silber unterlegt.
Grafenwappen 1917/18

Wie das Freiherrenwappen, anstatt der Freiherren- eine Grafenkrone.

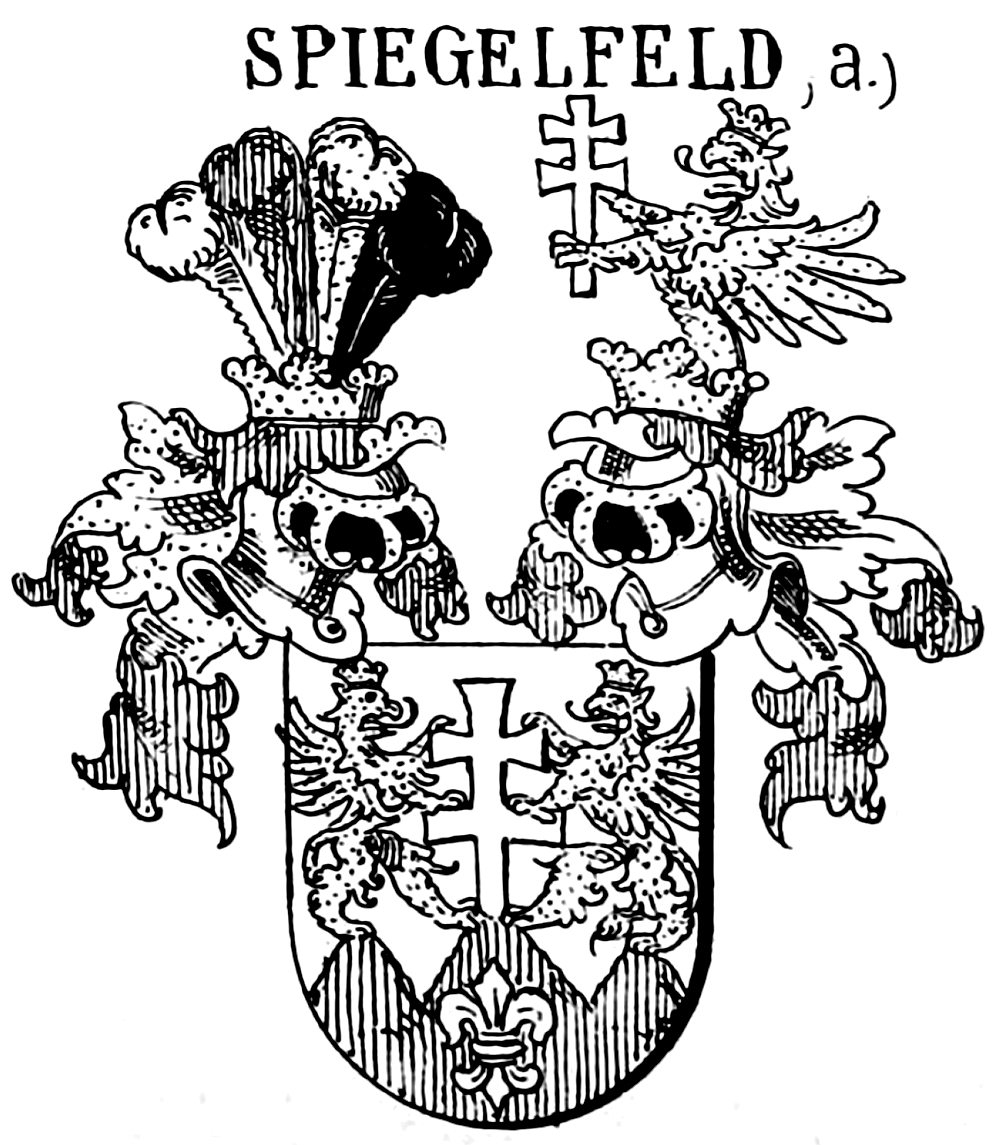
Wappen der Mätz von Spiegelfeld (1689)
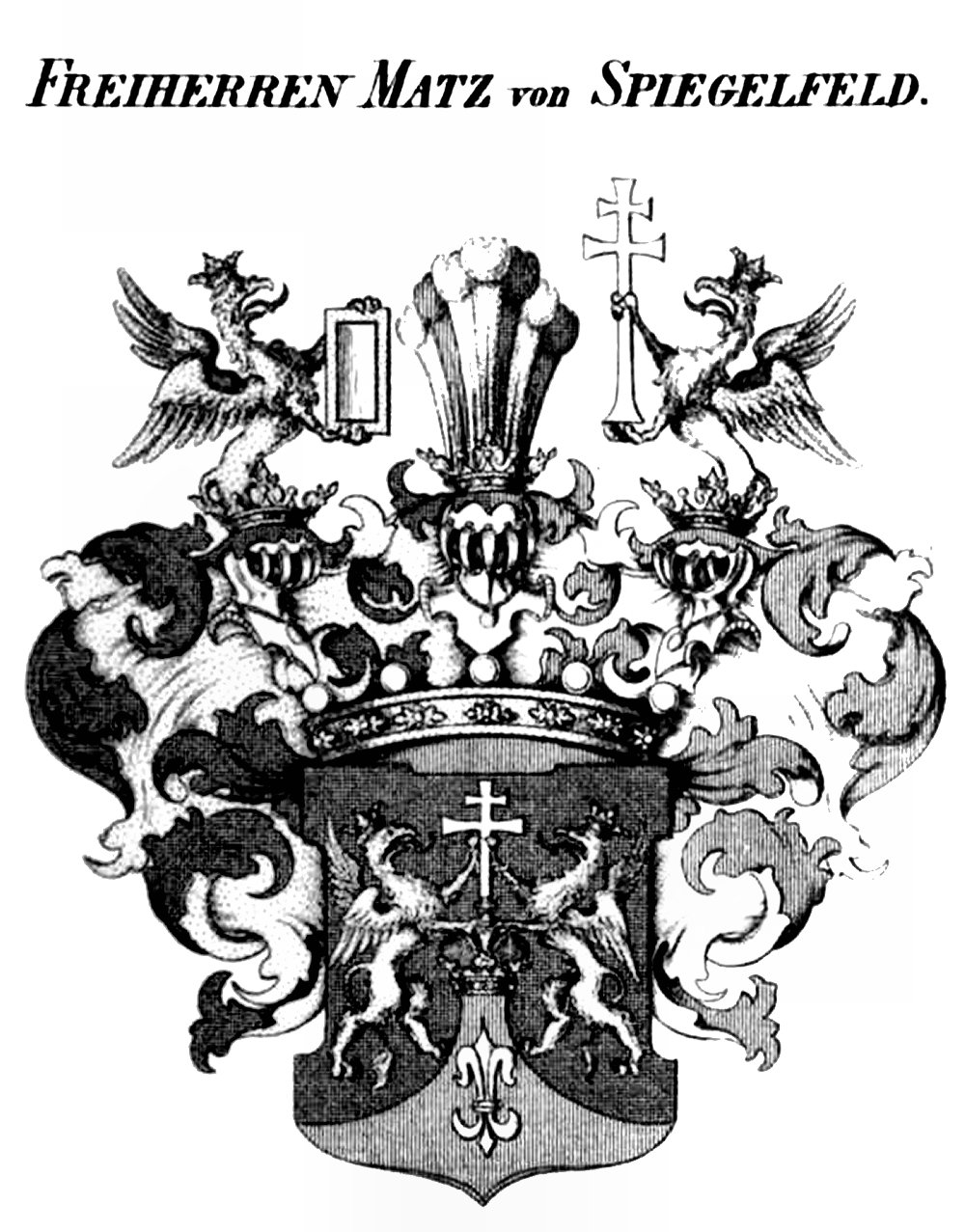
Freiherrenwappen der Matz von Spiegelfeld (1765) bei Tyroff
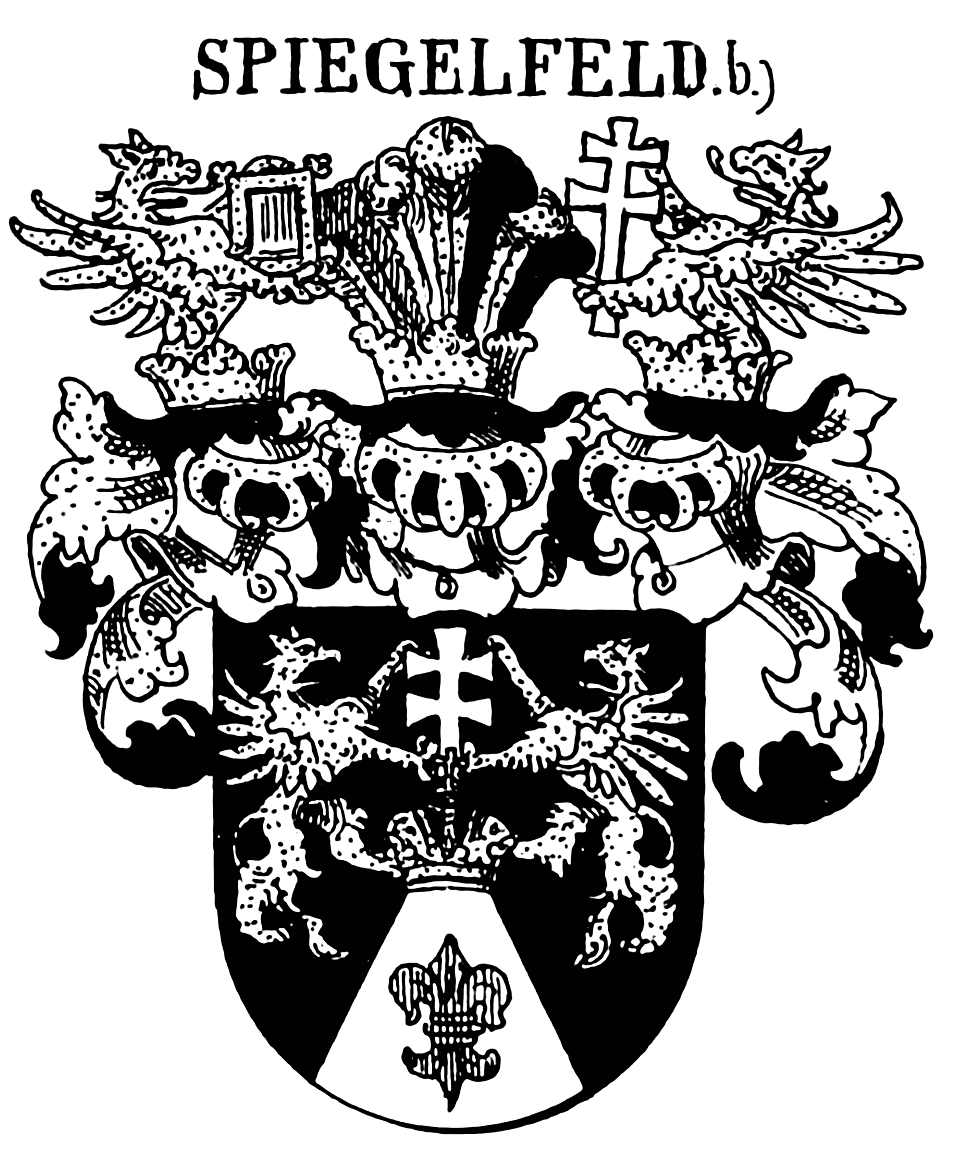
Wappen der Freiherren Matz von Spiegelfeld (1765) in Siebmachers Wappenbüchern
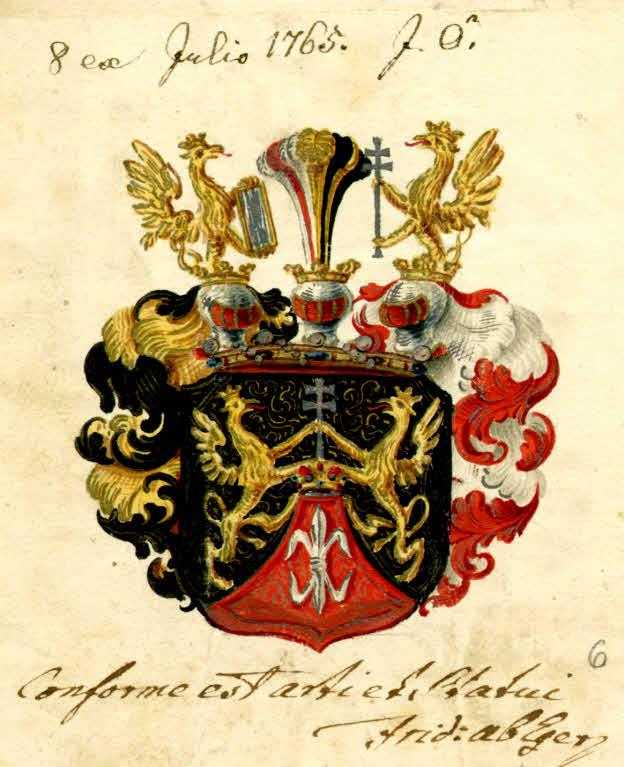
Wappen der Freiherren Matz von Spiegelfeld (1765) mit Freiherrenkrone

## Trivia
Der Künstler Christian Zillner (* 1959 in Dornbirn) hat ein auf elf Bände angelegtes Versepos Spiegelfeld verfasst. Es mischt Geschichte und Fiktion eines um 900 startenden Geschlechts der „Spiegelfeld“. Bisher sind 8 Bände erschienen.